# Le Bergsonisme
Pour le courant philosophique du bergsonisme, voir Henri Bergson.
Le Bergsonisme est un livre du philosophe français Gilles Deleuze, publié aux Presses universitaires de France en 1966, et composé de cinq chapitres. C'est un ouvrage de commentaire à la philosophie de Bergson, dans lequel Deleuze propose son interprétation personnelle de la pensée de son prédécesseur. Il veut montrer que le bergsonisme est une philosophie méthodique et rigoureuse, quoique fondée sur l'intuition.

## Construction de l'ouvrage
Les cinq chapitres s'intitulent : I. « L'intuition comme méthode », II. « La Durée comme donnée immédiate », III. « La Mémoire comme coexistence virtuelle », IV. « Une ou plusieurs durées ? », V. « L'Élan vital comme mouvement de la différenciation ». 
Deleuze analyse les thèses de trois des principaux ouvrages de Bergson, l'Essai sur les données immédiates de la conscience (notion de durée), Matière et mémoire (notions de mémoire et de virtuel), L'Évolution créatrice (notions d'intuition, d'élan vital et de multiplicité de durées). Il utilise peu Les Deux Sources de la morale et de la religion.

## Deleuze et Bergson
Dans un entretien repris dans L'Île déserte. Textes et entretiens 1953-1974, l'interlocutrice Jeannette Colombel fait la remarque suivante à Deleuze : « [...] me frappe l'amitié que vous avez pour les auteurs que vous nous faites rencontrer. Parfois même cet accueil m'a semblé trop favorable : quand vous taisez les aspects conservateurs de la pensée de Bergson par exemple », contrairement à Hegel qui est un ennemi philosophique privilégié de Deleuze.
Deleuze répond : « il me semble permis de dégager d'une philosophie conservatrice dans son ensemble certaines singularités qui ne le sont pas : ainsi pour le bergsonisme et son image de la vie, de la liberté ou de la maladie mentale. Mais pourquoi je ne le fais pas pour Hegel ? Il faut bien que quelqu'un tienne le rôle de traître ».
Deleuze se sert abondamment de la philosophie bergsonienne de l'image dans ses cours et ses ouvrages sur le cinéma : L'image-mouvement et l'image-temps.